# Then and Now! 1964-2004
Then and Now! 1964-2004 es un álbum recopilatorio del grupo británico The Who, publicado por la compañía discográfica Geffen Records en marzo de 2004. El disco recopila dieciocho canciones clásicas de The Who junto a dos nuevos temas, «Real Good Looking Boy» y «Old Red Wine», que fueron las dos primeras grabaciones del grupo desde el álbum It's Hard en 1982.
La primera canción, «Real Good Looking Boy», es un tributo a Elvis Presley, mientras que «Old Red Wine» sirvió de homenaje al bajista John Entwistle, quien falleció en 2002. El álbum fue reeditado en junio de 2007 con dos canciones, «Old Red Wine» y «Summertime Blues», reemplazadas por «It's Not Enough» y «Baba O'Riley» respectivamente.

## Lista de canciones
Todas las canciones escritas y compuestas por Pete Townshend excepto donde se anota. 
| N.º | Título                                                                      | Escritor(es)                                                     | Duración |  |
| 1.  | «I Can't Explain»                                                           |                                                                  | 2:06     |  |
| 2.  | «My Generation»                                                             |                                                                  | 3:18     |  |
| 3.  | «The Kids Are Alright»                                                      |                                                                  | 2:46     |  |
| 4.  | «Substitute»                                                                |                                                                  | 3:48     |  |
| 5.  | «I'm a Boy»                                                                 |                                                                  | 2:37     |  |
| 6.  | «Happy Jack»                                                                |                                                                  | 2:11     |  |
| 7.  | «I Can See for Miles»                                                       |                                                                  | 4:07     |  |
| 8.  | «Magic Bus»                                                                 |                                                                  | 3:20     |  |
| 9.  | «Pinball Wizard»                                                            |                                                                  | 3:02     |  |
| 10. | «See Me Feel Me»                                                            |                                                                  | 3:24     |  |
| 11. | «Summertime Blues» (Reemplazado por «Baba O'Riley» en la reedición de 2007) | Eddie Cochran, Jerry Capehart                                    | 3:24     |  |
| 12. | «Behind Blue Eyes»                                                          |                                                                  | 3:41     |  |
| 13. | «Won't Get Fooled Again»                                                    |                                                                  | 8:32     |  |
| 14. | «5:15»                                                                      |                                                                  | 4:52     |  |
| 15. | «Love, Reign O'er Me»                                                       |                                                                  | 3:12     |  |
| 16. | «Squeeze Box»                                                               |                                                                  | 2:42     |  |
| 17. | «Who Are You»                                                               |                                                                  | 5:07     |  |
| 18. | «You Better You Bet»                                                        |                                                                  | 5:37     |  |
| 19. | «Real Good Looking Boy»                                                     | Pete Townshend, Luigi Creatore, Hugo Peretti, George David Weiss | 5:42     |  |
| 20. | «Old Red Wine» (Reemplazado por «It's Not Enough» en la reedición de 2007)  |                                                                  | 3:43     |  |